# Abbaye de Bondeville
L’abbaye de Bondeville est une ancienne abbaye cistercienne, située à Notre-Dame-de-Bondeville en Seine-Maritime.

## Localisation
Le couvent était installé au fond de la vallée de Bapaume dans canton de Maromme, à 7 kilomètres de Rouen.

## Histoire
Les sources les plus anciennes connues fixent la fondation d'un prieuré Sainte-Madeleine-et-Saint-Denis vers 1150, dépendant de l'abbaye de Bival à Nesle-Hodeng. Affilié à l'ordre de Cîteaux, il doit sa création à la bienfaisance de Richard et Mathilde de Rouvres. L'église est appelée en 1154 la Madeleine. À partir de 1170, elle n'est plus connue que sous le nom Saint-Denis. L'impératrice Mathilde a concédé des forêts aux religieuses, leur abandonnant des droits de pâturage ou de panage dans la forêt de Roumare. Des dîmes, dont celles du moulin de Malaunay, des viviers, des fermages, des rentes ecclésiastiques perçues sur l’église de Gueures et toutes sortes de privilèges lui sont également attribués.
En 1258, une trentaine de religieuses vivent au monastère qui accueille les jeunes filles de Rouen dont le comportement laisse à désirer. Il s’ensuit des troubles de fonctionnement qui obligent Eudes Rigaud, archevêque de Rouen, à intervenir. Malgré la prospérité de l’abbaye on relève aussi à l’époque les quittances, dont une de Saint-Louis, de nombreuses réparations en raison de son état de délabrement. En 1472 le comte de Dammartin, grand-maître de France, suivi de peu par le duc de Bourgogne Charles Le Téméraire et ses hommes, disposés à mettre le siège devant Rouen séjournent simultanément au monastère. 
L’église et les bâtiments conventuels font l’objet de travaux importants sous le prieuré de Marie de Saint-Julien entre 1636 et 1649 : construction de 3 parloirs, d’un réfectoire et d’un jubé pour séparer le chœur des religieuses. C’est en 1657, sous le règne de Louis XIV, que sur intervention de monseigneur de Harlay, archevêque de Rouen, que le prieuré est érigée en abbaye royale et que Françoise de Beaumont, déjà prieure de Bondeville, est intronisée abbesse le 3 mars 1658.
En 1717, on note la présence de 22 religieuses. Un incendie ravage en 1778 la maison claustrale qui est reconstruite à partir de 1780 sous la direction de Mme de Fontenailles. L’abbaye disparait en 1790, victime de la loi du 3 novembre 1789 sur la dévolution des biens ecclésiastiques. Le domaine est vendu en 1790 et transformé en manufacture d’indiennes et l’église en sècherie. En 1822, le site est transformé en filature puis en blanchisserie en 1849 jusqu’à leur fermeture en 1964.

## Architecture et description
Supprimée en 1790, elle est transformée en filature, l'église en sécherie et la salle capitulaire en charretterie. L'abbaye a totalement disparu et son nom ne perdure qu'à travers le cadastre et une rue de la commune. Située sur une zone industrielle, son site est aujourd’hui occupé par un complexe pharmaceutique appartenant à Sanofi-Aventis.

## Filiation et dépendances
Encore simple prieuré de l’abbaye de Bival, l’abbaye est doté très tôt par ses fondateurs, l’archevêque de Rouen et ses suzerains les rois de France et d’Angleterre, L’impératrice Mathilde lui concède des forêts aux et des droits de pâturage ou de panage dans la forêt de Roumare. Les dîmes du moulin de Malaunay, des viviers, des fermages, des rentes ecclésiastiques de l’église de Gueures lui sont également attribués. Dès 1154 la famille de Rouvres lui concède des terres autour de l’église Saint-Denis et tout au long des XIIe – XIIIe siècle, les donations en provenance de personnages importants tels Gautier III Giffard, Alice comtesse d’Eu, Guillaume d’Escuacos ou Hugues de Cideville continuent à affluer.
Les possessions du monastère s'étendaient également sur Saint-Denis-de-Bondeville, Maromme, Saint-Jean-du-Cardonnay, Saint-Thomas-de-la-Chaussée, Barentin, Pissy, Fresquienne, Notre-Dame-des-Champs, Le Houlme, Cideville, Fréville, Bois-Guillaume et quelques paroisses de Rouen. Également sur le fief de Belleville-en-Caux, de Saint-Pierre-de-Gueures la seigneurie de Clairemare.

## Liste des supérieures
Reconstituée à partir du registre mémorial et de certaines chartes conservées dans le fonds :

### Les prieures
- Marie de Bondeville (1200)
- Angélique
- Jeanne la Jeune (1230)
- Jeanne (1246-1252)
- Marie (1252-1257) dont Eudes Rigaud, archevêque de Rouen, se plaint
- Odeline (1260), déchargée par Eudes Rigaud car elle n’est plus en mesure d’exercer sa charge (1257-1264).
- Eustachia (1280)
- Lucie (1281)
- Blanche de Blanchemalle
- Jeanne le Brasseur
- Alix de Conteville (1300)
- Jeanne d’Aumale (1312, 1326)
- Jeanne de la Lande (1357)
- Isabeau la Vianne (1372)
- Thomasse la Gueline (1396)
- Nicole de Normanville (1421)
- Jeanne Naguet (1450-1476)
- Perrette du Bosc (1468-1486)
- Jeanne
- Marie de Vernon *Marguerite de Barville (1488)
- Marie du Busc (1489-1521)
- Blanche de Lyvet de Tournebusc 1527, 1534
- Jeanne du Busc (1540, 1545)
- Catherine de la Haye (1541-1542)
- Renée de Vieux Pont, ancienne religieuse de Saint Amand (1554)
- Jeanne des Marquetz (1567-1569)
- Françoise Martel de Bacqueville, ancienne religieuse de Malnoue (1578-1607)
- Marie de Saint-Julien, ancienne religieuse de Malnoue (1607-1635)
- Marie de Saint-Julien, sa nièce (1635-1652)

### Les abbesses
- Françoise le Normand de Beaumont, première abbesse (1652-1695), consacrée abbesse par Jean de Malvau, évêque d’Olonne en 1657 qui consacre également le maître autel la même année
- Marie Marguerite de Mores d’Aubigny, fille d’Antoine de Mores, comte d’Aubigny et de Marie de Beaumanoir Lavardin (1695-1733)
- Eleonore de Vincens de Causans (1733-1743)
- Lucrèce Catherine de Favry d’Oigny (1743-)
- Renée Rosalie de Brunet de Fontenailles (1780)
- Marie Charlotte d’Epinay de Saint Luc (-1790)[4].